# Туровский, Казимир
Казимир Туровский (пол. Kazimierz Józef Turowski; 1813—1874) — польский фольклорист, этнограф, поэт и издатель; агроном. Собирал и издавал фольклорные материалы: песни, народные сказки, пословицы; в 1855 году инициировал серию «Польская библиотека», в которую входили в основном произведения старопольской литературы.

## Биография
Родился 3 марта 1813 года[по какому календарю?] в Тарнаве (Галиция). Его отец, несмотря на дворянское происхождение, работал лесником в Тарнаве. С семи лет учился в школе в Добромиле, затем — в Перемышльской гимназии. После окончания гимназии посещал Studium Filozoficzny (1830—1832). В это время им были написаны сочинения: «Pierwiastkowe płody» (Перемышль, 1829) и «Kilka piesni strojem Davida» (Перемышль, 1831). Во время своего пребывания в Перемышле вместе со своими друзьями он основал литературно-научное объединение, которое они с гордостью называли Перемышльским обществом учёных. Несмотря на свои скромные масштабы, оно внесло оживление в интеллектуальную жизнь перемышльской молодежи и пробудило интерес к литературе в национальном духе. Это, однако, не понравилось властям Галиции и в 1834 году (после отъезда Туровского из Перемышля) было начато расследование в отношении общества, которое длилось три года и закончилось недельным тюремным заключением Туровского.
В 1833 году он уехал во Львов, где давал частные уроки польского языка. С ноября 1833 года стал работать в институте Оссолинских. В это время Туровский и увлекся фольклором и начал этнографические путешествия, собирая сказки, рассказы и пословицы украинского народа. Им был переведено на украинский язык стихотворение «Суд Либуши» из «обнаруженной» тогда Зеленогорской рукописи. В 1836 году тяжелое финансовое положение вынудило его покинуть Львов; он был рекомендован двору Красицких в Леско, бывшем в то время важным центром культурной жизни. Здесь он познакомился с Винценты Полем, с которым совершал многочисленные этнографические путешествия.
26 июня 1837 года в приходской церкви в Буковско он обвенчался с польской дворянкой Домицелой Подолецкой, которая была на 17 лет старше, но имела богатое поместье, в котором Туровский стал заниматься сельским хозяйством. Очень скоро он стал авторитетом в области агрономии; начал писать статьи по сельскому хозяйству: «О urządzeniu i zarządzeniu dóbr» (1844), «Krótka nauka dla ekonomów» (1847) и другие. Несмотря на изменение образа жизни, Туровский не оставил своих литературных и фольклорных интересов: в 1846 году были напечатаны «Uwagi nad niektóremi pismami poetów ludu» и «Dodatek do zbioru piesni ludu».
В 1848 году Туровский вместе с женой и четырьмя приёмными детьми (у Туровских не было своих детей) поселились в деревне Жубраче в Бещадских горах. В декабре 1854 года в имении Туровского случился пожар, и чтобы исправить своё финансовое положение, Туровский решил начать издание по подписке Польской библиотеки. Это было большое издательское предприятие для того времени и для возможностей Туровского. Первоначально «Biblioteka polska wydania Kazimierza Józefa Turowskiego» печаталась в Саноке, но после конфликта с его партнером, типографом Каролем Поллаком, редакция была переведена в 1856 году в Перемышль; в 1858—1862 годах выпуски библиотеки печатались в Кракове. Всего было напечатано 136 выпусков. Также в 1860—1863 годах Туровский выпускал прогрессивный женский еженедельник «Niewiasta». В 1863 году по финансовым причинам он был вынужден закрыть свой издательский бизнес и вернуться в Жубраче.
Долги и банкротство издательства вынудили Туровского искать работу. Он претендовал на должность библиотекаря в семье Потоцких, преподавателя Ягеллонского университета, давал частные уроки, но все эти попытки были безуспешны и он решил ещё раз попробовать себя в качестве издателя — в 1865 году он выступил с инициативой издания журнала «Prawda» в Перемышле, который оказался невостребованным и после двух номеров перестал существовать. В 1866 году он переехал в город Ракова. В 1868 году предпринял попытку издания журнала «Słowianin», провозглашавшего необходимость единства всех славянских народов. Время для таких взглядов было выбрано крайне неудачно — преследование поляков после подавления восстания и растущие конфликты в Галиции между поляками и украинцами вызвали обвинение Туровского в агитации за Россию.
Последние годы жизни он провёл в городе своего детства — Добромиле. Умер 20 декабря 1874 года[по какому календарю?] в Бережнице-Выжне (пол.), в 14 км от Леско — в крайней нищете и забвении. Был похоронен на кладбище в соседней Волковии (пол.) Волковье.